# Martín Minadevino
Martín Hernán Minadevino (Mercedes, Buenos Aires, Argentina. 17 de agosto de 1983) es un futbolista argentino que se desempeña como volante. y su equipo actual es Club Atlético Trocha  de la Liga Mercedina.

## Trayectoria
Arrancó su carrera futbolística en Rosario Central en la Primera División Argentina y al poco tiempo fue a probar suerte en Argentinos Juniors. Al año siguiente decide participar en la Primera "B" Metropolitana con Defensores de Belgrano ganándose así la titularidad en dicho equipo. Estuvo una temporada en All Boys (donde no obtuvo buenas actuaciones). Finalmente regresó a Defensores de Belgrano por su revancha para conseguir el ascenso.
Luego subió al Nacional B con el plantel de Temperley en la temporada 2013/2014. Después llegó a Blooming de Bolivia para la temporada 14/15, jugó dos años en Central Córdoba de Santiago del Estero, uno en Brown de Adrogué y a mediados de 2018 se incorporó al Club Social y Deportivo Flandria.

## Clubes
| Club                             | País      | Año         | PJ | Goles |
| -------------------------------- | --------- | ----------- | -- | ----- |
| Rosario Central                  | Argentina | 2004        | 0  | 0     |
| Argentinos Juniors               | Argentina | 2004        | 2  | 0     |
| Defensores de Belgrano           | Argentina | 2005 - 2006 |    |       |
| All Boys                         | Argentina | 2006 - 2007 | 31 | 3     |
| Defensores de Belgrano           | Argentina | 2007 - 2009 |    |       |
| Joinville EC                     | Brasil    | 2009        | 0  | 0     |
| América de Natal                 | Brasil    | 2010        | 0  | 0     |
| CA Brown de Adrogúe              | Argentina | 2011 - 2013 | 86 | 22    |
| Once Caldas                      | Colombia  | 2013        | 7  | 1     |
| CA Temperley                     | Argentina | 2014        | 10 | 2     |
| Blooming                         | Bolivia   | 2014 - 2015 | 33 | 2     |
| Central Córdoba (S.E.)           | Argentina | 2015 - 2017 | 64 | 11    |
| Brown de Adrogué                 | Argentina | 2017 - 2018 | 10 | 0     |
| Club Social y Deportivo Flandria | Argentina | 2018 - 2021 | 1  | 0     |
| Club Atlético Trocha             | Argentina | 2021 -      |    |       |